# Gheorghe Dem Teodorescu
Gheorghe Dem Teodorescu (n. 25 august 1849, București – d. 17 august 1900, București) a fost folclorist și istoric literar român, licențiat în litere al Universității Sorbona în 1877.
A avut contribuții majore la introducerea criteriilor științifice de culegere și interpretare a folclorului, a scris lucrări asupra literaturii antice și a fost primul bibliograf și litograf al lui Anton Pann.
Între 1869 și 1875 a fost redactor al revistei Ghimpele, în care a debutat la 17 mai 1870, sub pseudonimul Ghedem, publicând pamfletul “Animale politice – Maimuța”, care se înscria în linia atacurilor antimonarhice ale revistei.
În perioada 21 februarie - 21 iulie 1891 a fost Ministrul cultelor și instrucțiunii publice în Guvernul Ioan Em. Florescu (2).
Între 1895 și 1899, Gheorghe Dem Teodorescu a fost director la Fundația Universitară "Carol I".
În perioada interbelică, în parcul din fața Ateneului Român se afla un bust al lui Gheorghe Dem Theodorescu, sculptat de Carol Storck.

## Lucrări
- Cercetări asupra proverbelor române, 1877
- Noțiuni despre colindele române, București, Tipografia Tribunei Române, 1879. Carte dedicată lui Gr. G. Tocilescu
- Tratat de versificare latină, vol. I 1879 (Prozodia), vol. II 1880 (Metrica)
- Viața și Operele lui Eufrosin Poteca, 1883
- Poezii populare române, 1885
- Operele lui Anton Pann, 1891-1893
- Istoria literaturii latine, 1891
- Istoria filosofiei antice, 1893
- Cronica din Nürnberg: 1493, 1893
  - Basme române, Editura pentru literatură, București, 1968 (Autor: George Dem Teodorescu)

## Poezii populare culese
- Iancul Jiianul
- Oaia năzdrăvană
- Soarele și luna
- Tudorel
- Corbea Haiducul